# 妹尾克敏
妹尾 克敏（せのお かつとし、1953年6月2日 - ）は、日本の法学者、政治学者。松山大学法学部教授。専攻は、地方自治法、地方自治制度、憲法。岡山県新見市出身。

## 経歴
- 1980年　中央大学大学院法学研究科政治学専攻博士課程前期修了
- 1990年　松山大学法学部講師
- 1995年　同教授
- 2008年　法学部長（2008年4月～2012年3月）
- 2015年　図書館長 （2015年1月〜2018年12月）
- 2024年　退職

## 著書
- 現代地方自治の軌跡― 日本型地方自治の総括と課題 （法律文化社）ISBN 978-4589027191
- 地方自治法の解説― 一括法に対応 （一橋出版） ISBN 978-4834833393
- 合併の論理と情動―検証「平成の大合併」（ぎょうせい）ISBN　978-4-324―80008-9
- 最新解説　地方自治法（ぎょうせい）ISBN　978-4-324-80030―0